# Ольховатское сельское поселение
Ольхова́тское се́льское поселе́ние — муниципальное образование Верхнемамонского района Воронежской области России.
Административный центр — село Ольховатка.

## Население
| 2010 | 2012 | 2013 | 2014 | 2015 | 2016 | 2017 | 2018 | 2019 |
| ---- | ---- | ---- | ---- | ---- | ---- | ---- | ---- | ---- |
| 929  | ↘875 | ↘852 | ↗854 | ↘833 | ↘816 | ↘812 | ↘792 | ↗794 |
| 2020 | 2021 |      |      |      |      |      |      |      |
| ↗796 | ↘761 |      |      |      |      |      |      |      |

## Административное деление
Состав поселения:
- село Ольховатка.